# 金汤镇
金汤镇，是中华人民共和国四川省甘孜藏族自治州康定市下辖的一个乡镇级行政单位。2019年12月，撤销三合乡，将其所属行政区域划归金汤镇管辖，金汤镇人民政府驻永红路122号。

## 行政区划
金汤镇下辖以下地区：
汤坝村、寇家河坝村、青杠一村、青杠二村、青杠三村、青杠四村、青杠五村、新联上村、新联下村、新房子村、高碉村、陇须村、先锋一村、先锋二村和先锋三村。